# Từ Dụ
Từ Dụ, nome completo Phạm Thị Hằng (in chữ nho: 慈裕; Vietnam, 20 giugno 1810 – Huế, 22 maggio 1901), è stata un'imperatrice vietnamita, moglie di Thiệu Trị e madre di Tự Đức.

## Biografia
Hằng era una figlia del mandarino Phạm Đăng Hưng. Nel 1847, alla morte di suo marito, l’imperatore Thiệu Trị, il suo secondogenito Hồng Nhậm fu scelto per succedergli con il nome regale di Tự Đức. Dopo essere salito al trono, Tự Đức espresse ripetutamente il desiderio di onorare sua madre, ma lei rifiutò più volte tali riconoscimenti. Solo il 15 aprile del secondo anno di regno di Tự Đức (7 maggio 1849), in occasione dell'inaugurazione del Palazzo Gia Thọ, ella accettò. Fu allora che le fu ufficialmente conferito il titolo di Imperatrice Vedova Từ Dụ (vietnamita: Từ Dụ hoàng thái hậu; chữ nho: 慈裕皇太后).
Tự Đức morì nel 1883. Tre reggenti, Nguyễn Văn Tường, Tôn Thất Thuyết e Trần Tiễn Thành, dichiararono Dục Đức, il figlio adottivo maggiore di Tự Đức, come nuovo imperatore. Tre giorni dopo deposero Dục Đức e insediarono Hiệp Hòa. Từ Dụ fu elevata alla posizione di uno dei "Tam Cung" (三宮) insieme a Trang Ý e Học phi. Từ Dụ giocò un ruolo significativo nella detronizzazione di Hiệp Hòa, che era un imperatore filo-francese, e insediò Kiến Phúc.
Nel 1885 le fu concesso il titolo di Grande Imperatrice Vedova Từ Dụ (vietnamita: Từ Dụ thái hoàng thái hậu; chữ nho: 慈裕太皇太后). Tôn Thất Thuyết decise di lanciare il movimento Cần Vương contro i coloni francesi. I "Tam Cung" fuggirono alla tomba di Tự Đức insieme all'imperatore Hàm Nghi. Thuyết decise di portarli in una base montana a Tân Sở, e poi andò in Cina per nascondersi, asilo e cercare rinforzi. I "Tam Cung" si rifiutarono di accettare le richieste di Thuyết e tornarono nella capitale dello Stato, Huế.
Le fu concesso il titolo di Gran Grande Imperatrice Vedova Từ Dụ (vietnamita: Từ Dụ thái thái hoàng thái hậu; chữ nho: 慈裕太太皇太后) da Thành Thái nel 1889. Morì nel 1901 e le fu dato il nome postumo Imperatrice Nghi Thien.

## Eredità
Un ospedale di Ho Chi Minh è stato intitolato a lei.